# Sotto il Monte Giovanni XXIII
Sotto il Monte Giovanni XXIII – miejscowość i gmina we Włoszech, w regionie Lombardia, w prowincji Bergamo. Giovanni XXIII w nazwie zostało dodane na cześć wywodzącego się z tej miejscowości Angela Giuseppe Roncallego, który został papieżem Janem XXIII.
Według danych na styczeń 2009 gminę zamieszkiwało 4118 osób przy gęstości zaludnienia 804,3 os./1 km².

## Współpraca
- Marktl, Niemcy